# Ocean Racing Technology

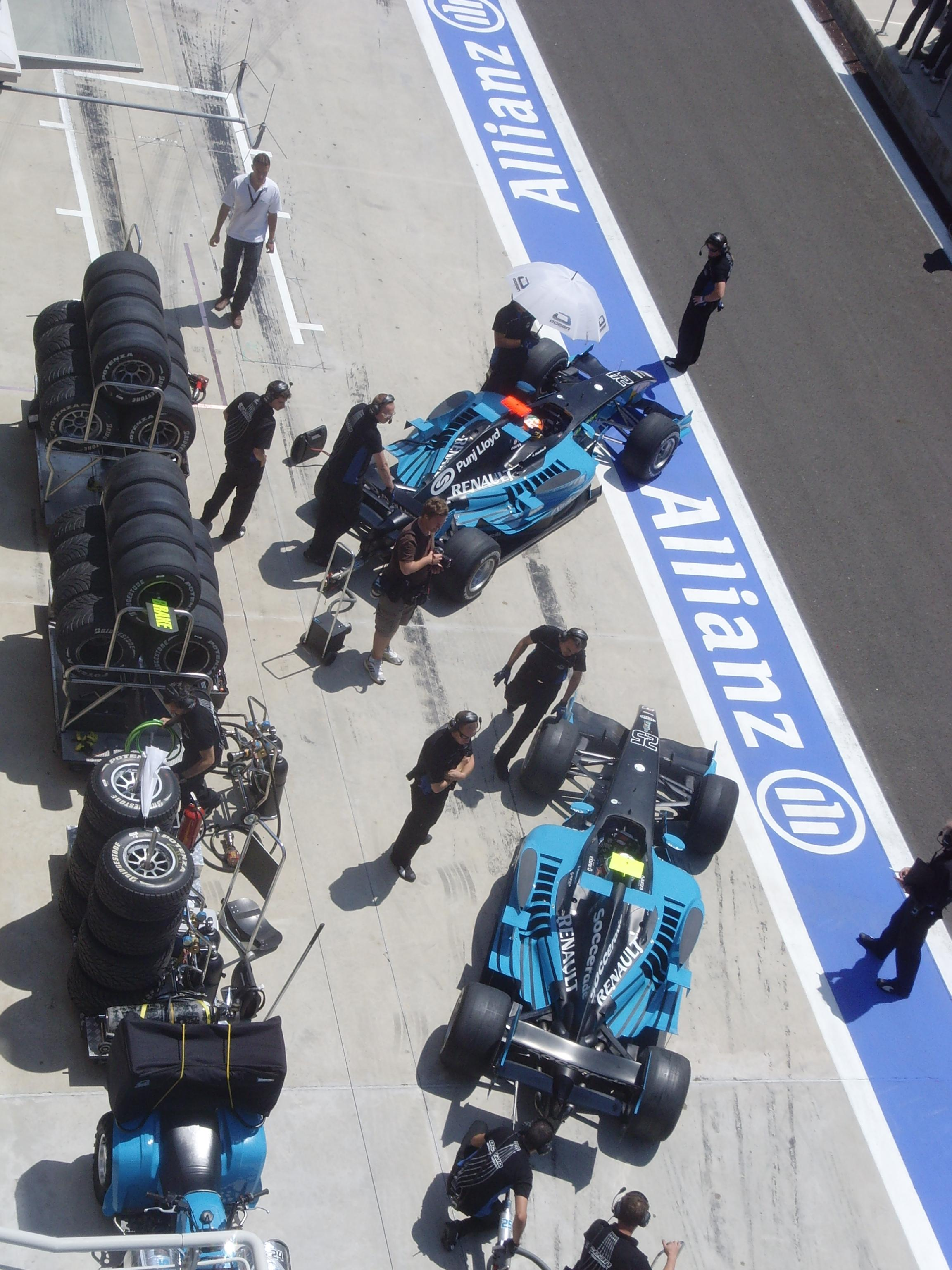
Ocean Racing Technologies Team bei der GP2 Runde in Istanbul Park 2009

Ocean Racing Technology war ein portugiesisches Autorennsportteam. Es fuhr von 2008 bis 2012 in der GP2-Serie.

## Geschichte
Ocean Racing Technology entstand Ende November 2008 als der ehemalige Formel-1-Fahrer Tiago Monteiro gemeinsam mit seinem Manager Jose Manuel Guedes BCN Competición aufkaufte. Ocean Racing Technology war das erste portugiesische Team in der GP2-Serie. Ocean Racing Technology war darüber hinaus auch in der GP2-Asia-Serie aktiv und setzte 2012 auch in der GP3-Serie Fahrzeuge ein.
Anfang 2013 wurde das GP2-Team an Hilmer Motorsport verkauft.

## Fahrer
- Karun Chandhok
- Álvaro Parente
- Max Chilton
- Fabio Leimer
- Kevin Mirocha
- Brendon Hartley
- Johnny Cecotto jr.
- Jon Lancaster
- Victor Guerin
- Nigel Melker